# PK (mitrailleur)
De PK is een mitrailleur voor algemeen gebruik, ontwikkeld in de Sovjet-Unie. Het wapen kan afhankelijk van de variant en affuit worden ingezet als lichte mitrailleur, middelzware mitrailleur, voertuigsmitrailleur en tankmitrailleur. De volledige naam van het wapen is 7,62-mm poelemjot Kalasjnikova (Russisch: 7,62-mm пулемёт Калашникова, vertaling: 7,62-mm mitrailleur [van] Kalasjnikov). Het wapen is ontworpen door Michail Kalasjnikov.

## Geschiedenis
Tijdens de Tweede Wereldoorlog zou het Rode Leger kennis maken met een nieuw type mitrailleur: de mitrailleur voor algemeen gebruik. De Duitse Wehrmacht beschikte namelijk over de MG34 en MG42, twee wapens die met enige aanpassingen dienst konden doen als lichte mitrailleur, middelzware mitrailleur, voertuig- en tankmitrailleur, en luchtdoelmitrailleur. Dit kon worden bereikt door het gebruik van verschillende munitietrommels, affuiten, en andere kleine onderdelen.
Het Rode Leger daarentegen gebruikte voor al deze doeleinden verschillende mitrailleurs: de DP als lichte mitrailleur, de SG-43 en PM M1910 als middelzware mitrailleur, en de DT als tankmitrailleur. Na de oorlog begon men dan ook te kijken naar een mitrailleur voor algemeen gebruik, die alle voorgenoemde mitrailleurs (deels) kon vervangen. Dit zou gunstiger zijn voor de productie, maar ook meer tactische flexibiliteit bieden.
In de jaren '50 zou een ontwerp van G.I. Nikitin veelvuldig worden getest, maar dit wapen was niet geschikt: de levensduur van het wapen was laag en het gassysteem raakte snel vervuild. In 1958 zou de Izjmasj-fabriek een ontwerp van Michail Kalasjnikov presenteren, dat zonder enthousiasme werd ontvangen.
Na een aantal verbeteringen werd het wapen echter in september-oktober van 1959 getest, met beter resultaat. De PK bleek bijzonder betrouwbaar en accuraat, en werd boven het Nikitin ontwerp verkozen.
Productie begon in 1961 in de Kovrov-fabriek, en het wapen kreeg een aantal GRAU-indices toegewezen: 6П6 voor de PK, 6П3 voor de PKS en 6П10 voor de PKT en PKB.
In 1969 werd het ontwerp gemoderniseerd. Hoofdzakelijk kwam dit neer op een verbetering  van de productie, door middel van simpelere onderdelen. Ook werd het wapen enigszins lichter, en werd er gekozen voor een andere affuit.

## Varianten

### PK
De Poelemjot Kalasjnikova (PK, Russisch:7,62-mm пулемёт Калашникова) is de lichte mitrailleur variant, dat wil zeggen, het wapen op de tweepoot. Voor gebruik als lichte mitrailleur kan een 100-schots patroonbandtrommel aan het wapen worden bevestigd.

### PKS
De Poelemjot Kalasjnikova na Stanke (PKS, Russisch:7,62-mm пулемёт Калашникова на станке, vertaling 7,62-mm mitrailleur [van] Kalasjnikov op affuit) is de PK op een affuit van Samozjenkov. Deze affuit weegt 7,5 kilogram. Op de affuit is de PK een middelzware mitrailleur.

### PKB
De Poelemjot Kalasjnikova Bronetransporternyj (PKB, Russisch:7,62-mm пулемёт Калашникова бронетранспортерный, vertaling 7,62-mm pantserwagenmitrailleur Kalasjnikov) is de PK variant voor montage op een pantserwagen. Speciaal voor het gebruik op een pantserwagen is er een 250-schots patroonbandtrommel.

### PKT
De Poelemjot Kalashnikova Tankovyj (PKT, Russisch:7,62-mm пулемёт Калашникова танковый, vertaling 7,62-mm tankmitrailleur Kalasjnikov) is de PK mitrailleur voor tanks. Het wapen wordt coaxiaal gemonteerd naast het kanon.

### PKM
De Poelemjot Kalasjnikova Modernizirovannyj(PKM, Russisch:7,62-mm пулемёт Калашникова модернизированный, vertaling 7,62-mm gemoderniseerde mitrailleur [van] Kalasjnikov is een gemoderniseerde PK mitrailleur. Het wapen is 1,5 kilogram lichter, en te herkennen aan de loop en vlamdemper, die enigszins afwijken van de PK. De loop is volledig glad, terwijl de loop van de PK ribben heeft.

### PKMS
De Poelemjot Kalasjnikova Modernizirovannyj na Stanke (PKMS, Russisch:7,62-mm пулемёт Калашникова модернизированный на станке, vertaling 7,62-mm gemoderniseerde mitrailleur [van] Kalasjnikov op affuit) is de PKM op een affuit van Stepanov. Deze affuit weegt 4,5 kilogram. Op de affuit is de PKM een middelzware mitrailleur.

### PKMB
De Poelemjot Kalasjnikova Modernizirovannyj Bronetransporternyj (PKMB, Russisch:7,62-mm пулемёт Калашникова модернизированный бронетранспортерный, vertaling 7,62-mm gemoderniseerde pantserwagenmitrailleur Kalasjnikov) is de PKM variant voor montage op een pantserwagen. Speciaal voor het gebruik op een pantserwagen is er een 250-schots patroonbandtrommel.

### PKP "Petsjeneg"
De PKP "Petsjeneg" is een verbetering ten opzichte van de PKM. Het wapen is makkelijker te produceren, zowel met betrekking tot kosten als arbeidstijd.
Tegelijkertijd verbetert de PKP enkele nadelen van de PKM. De relatief lichte loop van de PKM verhit snel tijdens het schieten. Dit leidt tot een verlies aan accuratesse. Ook creëert de ontstane hitte een soort fata morgana boven de loop, wat het vinden en treffen van doelwitten bemoeilijkt. Ten slotte moet een reserveloop worden meegedragen, hetgeen vrij lastig is onder gevechtsomstandigheden.
Om deze problemen op te lossen heeft de PKP een zwaardere, vaste loop. Deze loop wordt omgeven door een radiator, vergelijkbaar met de Lewis uit de Eerste Wereldoorlog. Door de luchtdruk die bij een schot ontstaat, wordt koude lucht van achter  de radiator aangezogen. Zodoende kan het wapen een ononderbroken vuurstoot van 600 schoten afgeven: aangezien een PKP-schutter standaard 600 patronen bij zich draagt, zal het wapen haast nooit oververhit raken.